# Vòng loại Giải vô địch bóng đá thế giới 2018 – Khu vực châu Đại Dương
Phần nội dung châu Đại Dương của vòng loại Giải vô địch bóng đá thế giới 2018 sẽ là vòng loại cho giải vô địch bóng đá thế giới 2018, được tổ chức tại Nga, cho đội tuyển quốc gia là thành viên của Liên đoàn bóng đá châu Đại Dương (OFC). Có tổng cộng 0,5 suất (tức là 1 suất vòng play-off liên lục địa) trong giải đấu chung kết có sẵn cho các đội tuyển OFC.
Phiên bản năm 2016 của Cúp bóng đá châu Đại Dương sẽ trở lại một lần nữa tăng gấp đôi như vòng loại thứ hai của giải đấu vòng loại OFC cho giải vô địch bóng đá thế giới 2018 (tương tự như Cúp bóng đá châu Đại Dương 2012 và giải đấu vòng loại OFC cho giải vô địch bóng đá thế giới 2014). Điều này có nghĩa rằng một lần nữa, đội tuyển thắng cuộc thi vòng loại và giành quyền tham dự vòng play-off liên lục địa có thể khác biệt từ đội vô địch Cúp bóng đá châu Đại Dương và đại diện cho OFC tại Cúp Liên đoàn các châu lục 2017.

## Định dạng
Cấu trúc vòng loại là như sau:
- Vòng 1: Samoa thuộc Mỹ, Quần đảo Cook, Samoa và Tonga sẽ chơi một giải đấu vòng tròn một lượt ở một quốc gia duy nhất. Đội nhất bảng sẽ tiến thẳng vào vòng 2.
- Vòng 2 (Cúp bóng đá châu Đại Dương): Tổng cộng có 8 đội (Fiji, New Caledonia, New Zealand, Papua New Guinea, Quần đảo Solomon, Tahiti, Vanuatu, và đội thắng vòng 1) sẽ chơi giải đấu ở một quốc gia duy nhất. Đối với vòng bảng, họ sẽ được chia thành hai bảng 4 đội. Ba đội bóng đứng đầu của mỗi bảng sẽ tiến thẳng vào vòng 3 của vòng loại giải vô địch bóng đá thế giới. Hai đội bóng đứng đầu của mỗi bảng cũng sẽ tiến thẳng tới vòng đấu loại trực tiếp (bán kết và chung kết) để quyết định đội vô địch Cúp bóng đá châu Đại Dương 2016 mà sẽ chơi trong Cúp Liên đoàn các châu lục 2017.
- Vòng 3: Sáu đội mà giành quyền từ vòng 2 sẽ được chia thành hai bảng 3 đội chơi sân nhà và sân khách các trận đấu vòng tròn một lượt. Hai bảng đội nhất sẽ gặp nhau trong một trận đấu hai lượt đi về với đội thắng tiến thẳng tới vòng play-off liên lục địa trong tháng 11 năm 2017 nơi họ sẽ chơi một đội từ châu lục khác cho một vị trí trong trận chung kết giải vô địch bóng đá thế giới 2018.

OFC đã xem xét các đề xuất khác nhau của giải đấu vòng loại. Một đề xuất trước đây được thông qua bởi OFC trong tháng 10 năm 2014 đã có 8 đội chia thành hai bảng 4 đội chơi sân nhà và sân khách các trận đấu vòng tròn một lượt ở vòng 2, tiếp theo là hai đội bóng đứng đầu của mỗi bảng tiến thẳng vào vòng 3 để chơi trong một bảng duy nhất của sân nhà và sân khách các trận đấu vòng tròn 1 lượt để quyết định đội vô địch của Cúp bóng đá châu Đại Dương 2016 mà sẽ cả vượt qua vòng loại đến Cúp Liên đoàn các châu lục 2017 và tiến thẳng tới vòng play-off liên lục địa. Tuy nhiên, sau đó được báo cáo trong tháng 4 năm 2015 rằng OFC đã đảo ngược quyết định của mình, và Cúp bóng đá châu Đại Dương 2016 sẽ được chơi như một lần giải đấu tương tự cho Cúp bóng đá châu Đại Dương 2012.

## Hạt giống
Có tất cả 11 đội tuyển quốc gia trực thuộc thành viên hiệp hội bóng đá FIFA từ OFC được tham dự vào vòng loại. Bốn đội có thứ hạng thấp nhất (dựa trên bảng xếp hạng bóng đá nam FIFA và lý do thể thao) tham dự vào vòng 1, trong khi 7 đội khác tham dự vào vòng 2.
| Thẳng vào đến vòng 2                                                                               | Hoàn thành trong vòng 1                              |
| -------------------------------------------------------------------------------------------------- | ---------------------------------------------------- |
| - Fiji - Nouvelle-Calédonie - New Zealand - Papua New Guinea - Quần đảo Solomon - Tahiti - Vanuatu | - Samoa thuộc Hoa Kỳ - Quần đảo Cook - Samoa - Tonga |

## Lịch thi đấu
Sau đây là lịch thi đấu của vòng đấu này.
| Vòng                                | Vòng đấu   | Ngày                             |
| ----------------------------------- | ---------- | -------------------------------- |
| Vòng 1                              | Vòng đấu 1 | 31 tháng 1 năm 2015              |
| Vòng 1                              | Vòng đấu 2 | 2 tháng 9 năm 2015               |
| Vòng 1                              | Vòng đấu 3 | 4 tháng 9 năm 2015               |
| Vòng 2 (Cúp bóng đá châu Đại Dương) | Vòng đấu 1 | 28 tháng 5 – 12 tháng 6 năm 2016 |
| Vòng 2 (Cúp bóng đá châu Đại Dương) | Vòng đấu 2 | 28 tháng 5 – 12 tháng 6 năm 2016 |
| Vòng 2 (Cúp bóng đá châu Đại Dương) | Vòng đấu 3 | 28 tháng 5 – 12 tháng 6 năm 2016 |
| Vòng 2 (Cúp bóng đá châu Đại Dương) | Bán kết    | 28 tháng 5 – 12 tháng 6 năm 2016 |
| Vòng 2 (Cúp bóng đá châu Đại Dương) | Chung kết  | 28 tháng 5 – 12 tháng 6 năm 2016 |

| Vòng   | Vòng đấu          | Ngày                            |
| ------ | ----------------- | ------------------------------- |
| Vòng 3 | Vòng đấu 1        | 20–28 tháng 3 năm 2017          |
| Vòng 3 | Vòng đấu 2        | 20–28 tháng 3 năm 2017          |
| Vòng 3 | Vòng đấu 3        | 5–13 tháng 6 năm 2017           |
| Vòng 3 | Vòng đấu 4        | 5–13 tháng 6 năm 2017           |
| Vòng 3 | Vòng đấu 5        | 28 tháng 8 – 5 tháng 9 năm 2017 |
| Vòng 3 | Vòng đấu 6        | 28 tháng 8 – 5 tháng 9 năm 2017 |
| Vòng 3 | Chung kết lượt đi | 2–10 tháng 10 năm 2017          |
| Vòng 3 | Chung kết lượt về | 2–10 tháng 10 năm 2017          |

Vòng play-off liên lục địa được dự kiến sẽ được chơi vào giữa ngày 6–14 tháng 11 năm 2017.

## Vòng 1
| Tiêu chí xếp hạng vòng loại Giải vô địch bóng đá thế giới 2018 |
| --- |
| Với thể thức sân nhà và sân khách, việc xếp hạng các đội trong mỗi bảng được dựa trên các tiêu chí sau đây (quy định các Điều 20.6 và 20.7): 1. Điểm số (3 điểm cho 1 trận thắng, 1 điểm cho 1 trận hòa, 0 điểm cho 1 trận thua) 2. Hiệu số bàn thắng thua 3. Số bàn thắng 4. Điểm số trong trận đấu giữa các đội 5. Hiệu số bàn thắng thua trong trận đấu giữa các đội 6. Số bàn thắng ghi được trong trận đấu giữa các đội 7. Số bàn thắng sân khách ghi được trong các trận đấu giữa các đội 8. Trận play-off trên sân trung lập (nếu được chấp thuận bởi FIFA), với hiệp phụ và đá sút luân lưu nếu cần |

| VT | Đội            | ST | T | H | B | BT | BB | HS | Đ | Giành quyền tham dự                                    |     |     |     |     |   |
| -- | -------------- | -- | - | - | - | -- | -- | -- | - | ------------------------------------------------------ | --- | --- | --- | --- | - |
| 1  | Samoa          | 3  | 2 | 0 | 1 | 6  | 3  | +3 | 6 | Giành quyền vào Cúp bóng đá châu Đại Dương 2016/Vòng 2 |     | —   | 3–2 | —   | — |
| 2  | Samoa thuộc Mỹ | 3  | 2 | 0 | 1 | 6  | 4  | +2 | 6 |                                                        |     | —   | —   | 2–0 | — |
| 3  | Quần đảo Cook  | 3  | 2 | 0 | 1 | 4  | 2  | +2 | 6 |                                                        | 1–0 | —   | —   | —   |   |
| 4  | Tonga (H)      | 3  | 0 | 0 | 3 | 1  | 8  | −7 | 0 |                                                        | 0–3 | 1–2 | 0–3 | —   |   |

## Vòng 2
Lễ bốc thăm cho vòng 2, tức là Cúp bóng đá châu Đại Dương 2016, đã được tổ chức như là một phần của bốc thăm vòng sơ loại giải vô địch bóng đá thế giới 2018 trên ngày 25 tháng 7 năm 2015, bắt đầu vào lúc 18:00 MSK (UTC+03:00), tại Cung điện Konstantinovsky ở Strelna, Sankt-Peterburg, Nga.

### Vòng bảng
| Tiêu chí xếp hạng vòng loại Giải vô địch bóng đá thế giới 2018 |
| --- |
| Với thể thức sân nhà và sân khách, việc xếp hạng các đội trong mỗi bảng được dựa trên các tiêu chí sau đây (quy định các Điều 20.6 và 20.7): 1. Điểm số (3 điểm cho 1 trận thắng, 1 điểm cho 1 trận hòa, 0 điểm cho 1 trận thua) 2. Hiệu số bàn thắng thua 3. Số bàn thắng 4. Điểm số trong trận đấu giữa các đội 5. Hiệu số bàn thắng thua trong trận đấu giữa các đội 6. Số bàn thắng ghi được trong trận đấu giữa các đội 7. Số bàn thắng sân khách ghi được trong các trận đấu giữa các đội 8. Trận play-off trên sân trung lập (nếu được chấp thuận bởi FIFA), với hiệp phụ và đá sút luân lưu nếu cần |

#### Bảng A
| VT | Đội                  | ST | T | H | B | BT | BB | HS  | Đ | Giành quyền tham dự                                        |  |   |     |     |     |
| -- | -------------------- | -- | - | - | - | -- | -- | --- | - | ---------------------------------------------------------- |  | - | --- | --- | --- |
| 1  | Papua New Guinea (H) | 3  | 1 | 2 | 0 | 11 | 3  | +8  | 5 | Cúp bóng đá châu Đại Dương và vòng loại World Cup (vòng 3) |  | — | 1–1 | 2–2 | 8–0 |
| 2  | Nouvelle-Calédonie   | 3  | 1 | 2 | 0 | 9  | 2  | +7  | 5 | Cúp bóng đá châu Đại Dương và vòng loại World Cup (vòng 3) |  | — | —   | —   | 7–0 |
| 3  | Tahiti               | 3  | 1 | 2 | 0 | 7  | 3  | +4  | 5 | Vòng loại World Cup (vòng 3)                               |  | — | 1–1 | —   | 4–0 |
| 4  | Samoa                | 3  | 0 | 0 | 3 | 0  | 19 | −19 | 0 |                                                            |  | — | —   | —   | —   |

#### Bảng B
| VT | Đội              | ST | T | H | B | BT | BB | HS | Đ | Giành quyền tham dự                                        |  |     |     |     |     |
| -- | ---------------- | -- | - | - | - | -- | -- | -- | - | ---------------------------------------------------------- |  | --- | --- | --- | --- |
| 1  | New Zealand      | 3  | 3 | 0 | 0 | 9  | 1  | +8 | 9 | Cúp bóng đá châu Đại Dương và vòng loại World Cup (vòng 3) |  | —   | 1–0 | 3–1 | —   |
| 2  | Quần đảo Solomon | 3  | 1 | 0 | 2 | 1  | 2  | −1 | 3 | Cúp bóng đá châu Đại Dương và vòng loại World Cup (vòng 3) |  | —   | —   | 0–1 | —   |
| 3  | Fiji             | 3  | 1 | 0 | 2 | 4  | 6  | −2 | 3 | Vòng loại World Cup (vòng 3)                               |  | —   | —   | —   | 2–3 |
| 4  | Vanuatu          | 3  | 1 | 0 | 2 | 3  | 8  | −5 | 3 |                                                            |  | 0–5 | 0–1 | —   | —   |

### Vòng đấu loại trực tiếp
Trong khi kết quả của Cúp bóng đá châu Đại Dương trận đấu vòng đấu loại trực tiếp không có hiệu lực trên các đội được vượt qua vòng loại cho vòng 3 của vòng loại giải vô địch bóng đá thế giới, các trận đấu đó được coi như một phần của vòng loại giải vô địch bóng đá thế giới, với FIFA đếm số chân sút xuất sắc trong các số liệu thống kê vòng loại, và các thẻ đưa cho có thể đóng góp cho hệ thống treo trong vòng 3 của vòng loại giải vô địch bóng đá thế giới (tương tự như các thiết lập cho vòng loại giải vô địch bóng đá thế giới 2014).
|  | Bán kết                  | Bán kết            |                           |       | Chung kết | Chung kết |
|  |                          |                    |                           |       |           |           |
|  | 8 tháng 6 – Port Moresby |                    |                           |       |           |           |
|  |                          |                    |                           |       |           |           |
|  | Papua New Guinea         | 2                  |                           |       |           |           |
|  | Papua New Guinea         | 2                  | 11 tháng 6 – Port Moresby |       |           |           |
|  | Quần đảo Solomon         | 1                  |                           |       |           |           |
|  | Quần đảo Solomon         | 1                  | Papua New Guinea          | 0 (2) |           |           |
|  | 8 tháng 6 – Port Moresby |                    | Papua New Guinea          | 0 (2) |           |           |
|  |                          | New Zealand (pen.) | 0 (4)                     |       |           |           |
|  | New Zealand              | New Zealand (pen.) | 0 (4)                     | 1     |           |           |
|  | New Zealand              |                    |                           | 1     |           |           |
|  | Nouvelle-Calédonie       | 0                  |                           |       |           |           |
|  | Nouvelle-Calédonie       | 0                  |                           |       |           |           |

## Vòng 3
Lễ bốc thăm cho vòng 3 sẽ được tổ chức sau khi vòng 2 được hoàn thành.
Các đội tham dự
- Fiji
- Nouvelle-Calédonie
- New Zealand
- Papua New Guinea
- Quần đảo Solomon
- Tahiti

### Các vòng bảng
| Tiêu chí xếp hạng vòng loại Giải vô địch bóng đá thế giới 2018 |
| --- |
| Với thể thức sân nhà và sân khách, việc xếp hạng các đội trong mỗi bảng được dựa trên các tiêu chí sau đây (quy định các Điều 20.6 và 20.7): 1. Điểm số (3 điểm cho 1 trận thắng, 1 điểm cho 1 trận hòa, 0 điểm cho 1 trận thua) 2. Hiệu số bàn thắng thua 3. Số bàn thắng 4. Điểm số trong trận đấu giữa các đội 5. Hiệu số bàn thắng thua trong trận đấu giữa các đội 6. Số bàn thắng ghi được trong trận đấu giữa các đội 7. Số bàn thắng sân khách ghi được trong các trận đấu giữa các đội 8. Trận play-off trên sân trung lập (nếu được chấp thuận bởi FIFA), với hiệp phụ và đá sút luân lưu nếu cần |

#### Bảng A
| VT | Đội                | ST | T | H | B | BT | BB | HS | Đ  | Giành quyền tham dự                    |     |     |     |     |
| -- | ------------------ | -- | - | - | - | -- | -- | -- | -- | -------------------------------------- | --- | --- | --- | --- |
| 1  | New Zealand        | 4  | 3 | 1 | 0 | 6  | 0  | +6 | 10 | Giành quyền vào trận đấu chung kết OFC |     | —   | 2–0 | 2–0 |
| 2  | Nouvelle-Calédonie | 4  | 1 | 2 | 1 | 4  | 5  | −1 | 5  |                                        |     | 0–0 | —   | 2–1 |
| 3  | Fiji               | 4  | 0 | 1 | 3 | 3  | 8  | −5 | 1  |                                        | 0–2 | 2–2 | —   |     |

#### Bảng B
| VT | Đội              | ST | T | H | B | BT | BB | HS | Đ | Giành quyền tham dự                    |     |     |     |     |
| -- | ---------------- | -- | - | - | - | -- | -- | -- | - | -------------------------------------- | --- | --- | --- | --- |
| 1  | Quần đảo Solomon | 4  | 3 | 0 | 1 | 6  | 6  | 0  | 9 | Giành quyền vào trận đấu chung kết OFC |     | —   | 1–0 | 3–2 |
| 2  | Tahiti           | 4  | 2 | 0 | 2 | 7  | 4  | +3 | 6 |                                        |     | 3–0 | —   | 1–2 |
| 3  | Papua New Guinea | 4  | 1 | 0 | 3 | 6  | 9  | −3 | 3 |                                        | 1–2 | 1–3 | —   |     |

1. ↑  FIFA xử Tahiti thắng 3–0 sau khi ban tổ chức phát hiện cầu thủ Henry Fa'arodo của Quần đảo Solomon không đủ điều kiện thi đấu, khi đó Tahiti dẫn trước Quần đảo Solomon với tỉ số 1–0.[12]

### Chung kết
Đội thắng giành quyền vào vòng play-off liên lục địa.
Đội giành quyền tham dự
- New Zealand
- Quần đảo Solomon

Lưu ý: Thứ tự của các lượt được quyết định.
| Đội 1       | TTS | Đội 2            | Lượt đi | Lượt về |
| ----------- | --- | ---------------- | ------- | ------- |
| New Zealand | 8–3 | Quần đảo Solomon | 6–1     | 2–2     |

## Vòng play-off liên lục địa
Lễ bốc thăm cho vòng play-off liên lục địa đã được tổ chức như là một phần của bốc thăm vòng sơ loại giải vô địch bóng đá thế giới 2018 vào ngày 25 tháng 7 năm 2015, bắt đầu vào lúc 18:00 MSK (UTC+03:00), tại Cung điện Konstantinovsky ở Strelna, Sankt-Peterburg. Đội xếp thứ 1 đến từ OFC đã được rút ra với đội xếp thứ 5 đến từ CONMEBOL, với đội chủ nhà OFC lượt đi.
| Đội 1       | TTS | Đội 2 | Lượt đi | Lượt về |
| ----------- | --- | ----- | ------- | ------- |
| New Zealand | 0–2 | Perú  | 0–0     | 0–2     |

## Cầu thủ ghi bàn hàng đầu
8 bàn
- Chris Wood

7 bàn
- Raymond Gunemba

5 bàn
- Teaonui Tehau

4 bàn
- Taylor Saghabi
- Roy Krishna
- Nigel Dabinyaba
- Michael Foster

3 bàn
- Marco Rojas
- Ryan Thomas
- Henry Fa'arodo

Để có danh sách đầy đủ của cầu thủ ghi bàn, xem các phần trong mỗi bảng:
- Vòng 1
- Vòng 2
- Vòng 3